# هروان
هروان یکی از روستاهای استان آذربایجان شرقی است که در دهستان دیزجرود غربی بخش مرکزی شهرستان عجب‌شیر واقع شده‌است.
جمعیت این روستا بر پایهٔ نتایج سرشماری عمومی نفوس و مسکن سال ۱۳۸۵ خورشیدی، برابر با ۴۵۰ نفر بوده‌است.